# Dận Tường
Dận Tường (chữ Hán: 胤祥; tiếng Mãn: ᡳᠨ
ᠰᡳᠶᠠᠩ, Möllendorff: In Siyang, Abkai: In Siyang; 17 tháng 11, năm 1686 - 18 tháng 6, năm 1730), Ái Tân Giác La, là vị Hoàng tử thứ 13 (tính trong số các Hoàng tử còn sống đến tuổi trưởng thành) của Thanh Thánh Tổ Khang Hi Hoàng đế.
Ông được biết đến là người anh em thân thiết nhất của Thế Tông Ung Chính Đế. Với lối sống nghĩa hiệp và cương trực của mình, ông được người đời tôn xưng là Hiệp vương (俠王), vì có công lao giúp anh trai tranh đoạt ngôi vị và trị vì hoàng triều nhà Thanh. Sau khi Ung Chính Đế đăng cơ, ông giữ chức vụ Nghị chính Đại thần, vì anh trai mà tận tâm tận lực củng cố chính quyền triều Ung Chính trở nên thịnh trị.
Vì những đóng góp ấy, ông được ban phong hiệu Di Thân vương (怡親王), dòng dõi được trở thành 1 trong 12 Thiết mạo tử vương của triều Thanh. Tông tộc của ông cũng là dòng dõi Thiết mạo tử vương đầu tiên được ân phong thời Trung Hậu kỳ của triều Thanh.

## Cuộc đời

### Niên thiếu tài giỏi
Hoàng tử Dận Tường sinh vào giờ Thìn, ngày 1 tháng 10 (âm lịch) năm Khang Hi thứ 25 (1686), mẹ là Kính Mẫn Hoàng quý phi Chương Giai thị. Mẹ của ông không có địa vị cao, lại mất sớm khi ông mới chỉ 14 tuổi, do đó ông được nuôi dưỡng bởi Hiếu Cung Nhân Hoàng hậu - mẹ của Hoàng tứ tử Dận Chân. Vì vậy, Dận Tường đã có một mối quan hệ gần gũi với Dận Chân ngay từ nhỏ. Ông còn có hai người em gái ruột là Hòa Thạc Ôn Khác Công chúa và Hòa Thạc Đôn Khác Công chúa.
Từ năm Khang Hi thứ 37 (1698), tháng 7, Dận Tường hộ giá Khang Hi Đế đến bái yết lăng tẩm Thịnh Kinh, đến Khang Hi thứ 47 (1708), bất kì khi nào Khang Hi Đế xa giá đều có Dận Tường đi theo, cho thấy Hoàng đế đối với đứa con trai này tương đối tín nhiệm. Khoảng năm thứ 41 (1702), Khang Hi Đế Nam tuần, có Hoàng thái tử Dận Nhưng, Hoàng tứ tử Dận Chân cùng Hoàng thập tam tử tùy giá. Ngày nọ, Khang Hi đế ở hành cung triệu tập đại thần cùng các Hoàng tử nghiên tập thư pháp, khi ấy thư pháp của Dận Chân cùng Dận Tường rất được quần thần tán dương.
Bên cạnh thư pháp, Dận Tường được ghi lại tinh thông võ nghệ, ông "Tinh thông cưỡi ngựa bắn cung, phát tất mệnh trung". Có một lần đi tuần săn thú, một con mãnh hổ trong rừng xông ra, Dận Tường thần sắc bất động, cầm trong tay lưỡi dao sắc bén lao về phía trước, người đời bội phục bởi sự dũng mãnh phi thường của ông. Lão sư của Hoàng bát tử Dận Tự là Hà Trác (何焯) từng khen "Hoàng thập tam tử điện hạ tiền đồ vô lượng".

### Bị thất sủng
Năm Khang Hi thứ 47 (1708), sự kiện Phế Thái tử xảy ra, Dận Tường bị liên lụy. Cho đến nay, các sử gia vẫn không đoán được nguyên nhân vì sau từ khoảng này trở đi thì Dận Tường đã bị thất sủng, kéo dài đến năm sau. Năm Khang Hi thứ 48 (1709), lần này khi chọn các Hoàng tử bồi giá đi tuần, Khang Hi Đế bắt đầu dùng "Luân ban chế" (轮班制), mỗi người đều phải thay phiên làm bạn với Hoàng đế đi tuần tra, mục đích chính là Khang Hi Đế muốn các Hoàng tử thôi kết bè phái, nhưng riêng Dận Tường chưa bao giờ được gọi theo luân ban tùy hầu, việc này kéo dài đến tận năm Khang Hi thứ 50 (1711), Dận Tường như cũ chỉ làm Hoàng tử bồi giá, không còn được Hoàng đế yêu thích.
Từ năm Khang Hi thứ 50 (1711), hành trạng của Dận Tường được ghi lại rất ít. Trong những tư liệu ít ỏi ấy, có thể thấy ông đã bị bệnh, Khang Hi Đế khi phản hồi tấu chương của Dận Chỉ cũng có từng hỏi qua:"Dận Tường tình trạng thế nào?". Hoàng tứ tử Dận Chân cũng từng vì Dận Tường mà sai Ngạc Nhĩ Thái tìm kiếm danh y chữa trị cho ông. Tình trạng của ông thẳng đến năm Ung Chính vẫn không ổn, chính Ung Chính Đế từng nói với Niên Canh Nghiêu:"Vương (chỉ Dận Tường) hễ đến mùa là cảm thấy gầy yếu".  Do đó có thể thấy vai trò chính trị của Dận Tường trong thời gian này khá mờ nhạt.

### Trọng thần thời Ung Chính
Năm Khang Hi thứ 61 (1722), Hoàng tứ tử Dận Chân lên ngôi, tức Ung Chính Đế. Tháng 11 cùng năm, ân phong làm Hòa Thạc Di Thân vương (和硕怡親王), ban đầu được mệnh quản lý bộ Hộ. Cũng như những người anh em khác, ông bị đổi tên thành [Doãn Tường; 允祥] để tránh phạm vào húy với Hoàng đế. Sau này, Doãn Tường tham gia một phần lớn trong công việc củng cố quyền lực cho Ung Chính Đế dù cho sức khỏe ngày càng giảm sút. Ông được liệt vào một trong các Thiết mạo tử vương dưới thời nhà Thanh, trong đó có một người anh em khác của ông là Trang Khác Thân vương Doãn Lộc.
Sang năm Ung Chính nguyên niên (1723), tháng giêng, Dận Tường tham gia xử lý Tông Nhân phủ. Tháng 4, tổng lý sự vụ bộ Hộ, sang năm thứ 3 (1724), Doãn Tường chính thức đảm nhiệm Nghị chính đại thần, xử lý các chính vụ quan trọng, lại cho một tước ["Quận vương"; 郡王] cho con cháu kế thừa. Năm thứ 5 (1725), Doãn Tường được cử đến tỉnh Trực Lệ để tuần sát việc phòng chống lũ và giao thông đường thủy. Khi trở về Bắc Kinh sau đó, ông thường xuyên đổ bệnh, Ung Chính Đế ban ân thưởng cho tấm biển ghi 8 chữ Trung Kính Thành Trực Cần Thận Liêm Minh (忠敬誠直勤慎廉明).
Năm Ung Chính thứ 8 (1730), ngày 4 tháng 5 (tức ngày 18 tháng 6 dương lịch), Di Thân vương Doãn Tường qua đời, chung niên 45 tuổi. Do công lao to lớn, ông được phối thờ tại Thái Miếu và được truy phong thụy hiệu là Hiền (賢), tấm biển 8 chữ khi trước được đặt trước thụy hiệu. Ung Chính Đế ngợi ca em trai Di Thân vương, đem chữ "Doãn" trong tên kị húy của ông sửa lại thành "Dận" như cũ, và ra lệnh để tang, không bàn việc quốc sự trong ba ngày. Đây có thể thấy đặc ân to lớn mà Ung Chính Đế dành cho ông.
Khi thụ phong tước hiệu, Di vương phủ một chi (kể cả Ninh Quận vương) đều thuộc cánh Tả của Chính Lam kỳ. Sau đó, Ung Chính Đế gia ân một chi Di vương phủ tiến hành võng thế, tức con cháu thừa tước mà không bị giáng cấp (xem Thiết mạo tử vương), trở thành vị Vương đầu tiên được gia ân sau khi Đại Thanh nhập quan. Mộ của ông gọi là Di vương mộ (怡王墓), ở Tây Nam của Bắc Kinh ước chừng 89 km, từ huyện Lai Thủy lấy 12.5 km hướng Bắc, cũng gọi Thập tam gia mồ (十三爷坟). Mộ phần ở vùng núi, có 3 mặt núi bao quanh, dựa núi gần sông, cây rừng um tùm, quay về Tây hướng về Đông, chiếm địa diện tích ước 40 vạn mét vuông, toàn bộ kiến trúc có 30 tòa. Kiến trúc dùng toàn bộ gạch đỏ lục ngói, quy mô to lớn.

## Gia quyến

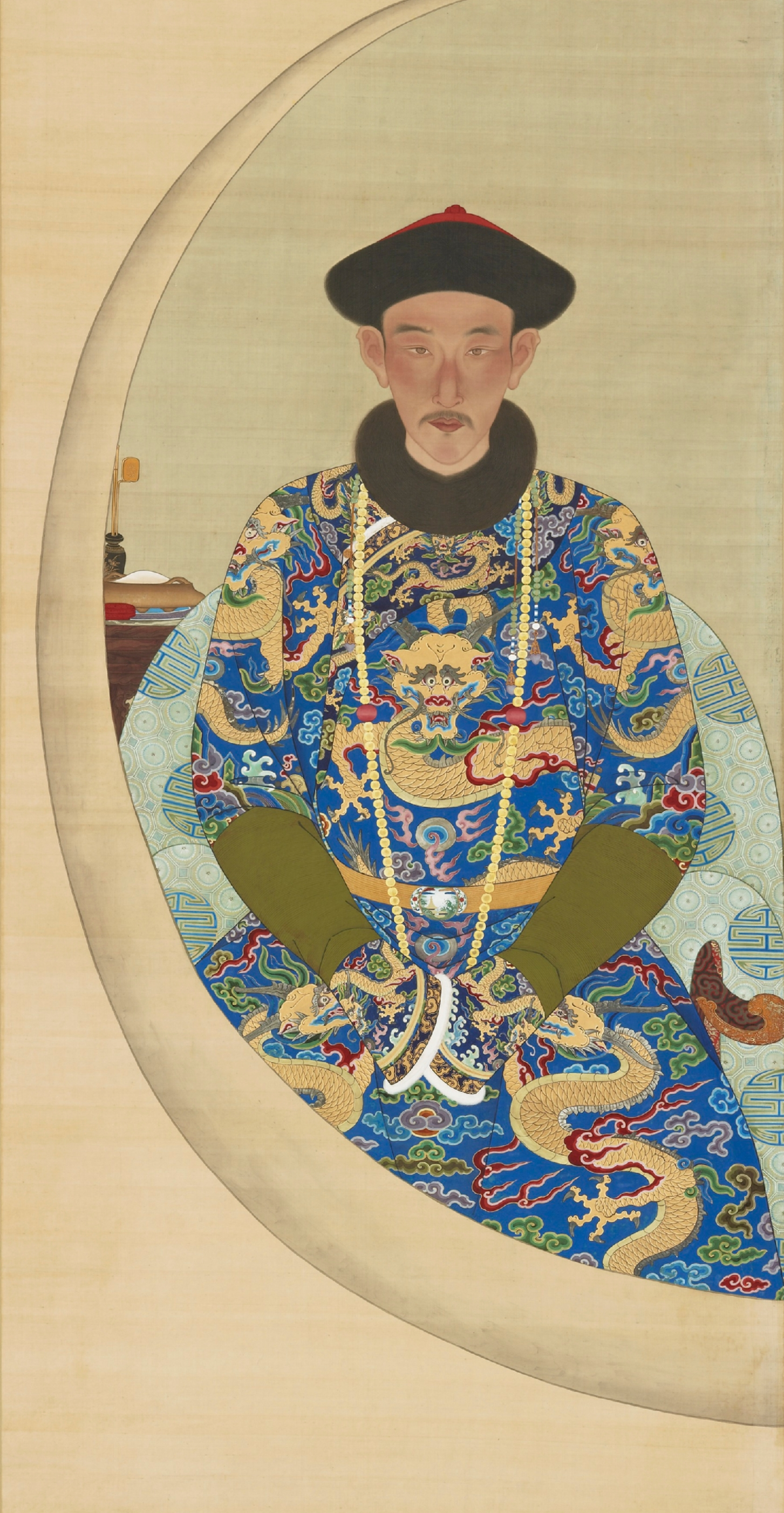
Dận Tường

### Thê thiếp
- Đích phúc tấn: Triệu Giai thị (兆佳氏), con gái của Thượng thư Mã Nhĩ Hán (馬爾漢).
- Trắc Phúc tấn:

1. Phú Sát thị (富察氏), con gái của Tá lĩnh Tăng Cách (僧格).
2. Ngô Tô thị (烏蘇氏), con gái của Đầu đính hộ vệ Kim Bảo (金保).
3. Qua Nhĩ Giai thị (瓜爾佳氏), con gái của Lang trung A Cáp Chiêm (阿哈占).

- Thứ thiếp:

1. Thạch Giai thị (石佳氏), con gái của Lĩnh thôi Trang Cách (庄格).
2. Nạp Lạt thị (納喇氏), con gái của Khinh xa đô úy Ngô Nhĩ Đôn (吳爾敦).

### Hậu duệ
- Con trai:

1. Hoằng Xương [弘昌; 1706 - 1771], con của Qua Nhĩ Giai thị. Tấn phong hiệu Bối tử (1723), sau thăng Bối lặc (1735); nhưng bị tước bỏ sau đó (1739).
2. Nhị tử [第二子; 1708 - 1709], chết non, con của Thạch Giai thị.
3. Hoằng Thôn [弘暾; 1710 - 1728], con của Triệu Giai thị. Chưa phong tước đã mất, sau khi qua đời truy phong Bối lặc, con trai thứ 4 của Hoằng Hiểu làm thừa tự.
4. Hoằng Giao [弘晈; 1713 - 1764], con của Triệu Giai thị. Do Ung Chính Đế đặc ban một tước Quận vương, nên Hoằng Giao là Đích trưởng tử thụ tước, thăng Ninh Quận vương (寧郡王) (1730), qua đời truy phong Ninh Lương Quận vương (寧良郡王). Có hai con trai.
5. Hoằng Quang [弘㫛; 1716 - 1722], chết yểu, con của Triệu Giai thị.
6. Hoằng Khâm [弘昑; 1716 - 1729], con của Ngô Tô thị, thăng Bối lặc (1729) rồi mất.
7. Hoằng Hiểu [弘晓; 1722 - 1778], con của Triệu Giai thị. Sau khi Dận Tường qua đời được thừa tước Di Thân vương (1730), qua đời truy phong Di Hy Thân vương (怡僖親王), có năm con trai. Hậu duệ là Tái Viên, bị buộc tự sát thời Đồng Trị, do đó thừa tước Thân vương chuyển qua cho con cháu Hoằng Giao.
8. Thụ Ân [綬恩; 1725 - 1727], chết non, con của Triệu Giai thị.
9. A Mục San Lang [阿穆瑚琅; 1726 - 1727], chết non, con của Nạp Lạt thị.

- Con gái:

1. Trưởng nữ, Quận chúa [郡主; 1703 - 1776], con của Qua Nhĩ Giai thị. Năm Khang Hi thứ 61 (1722), thành thân với Tát Khắc Tín (薩克信) của tộc Tân Tuế Nhuế (津濟芮).
2. Thứ nữ, Quận chúa [郡主; 1707 - 1726], con của Triệu Giai thị. Năm Ung Chính nguyên niên (1723), thành thân với Phú Tăng Ngạch (富僧額), thuộc họ Y Nhĩ Căn Giác La.
3. Tam nữ [第三女; 1710 - 1711], chết non, con của Phú Sát thị.
4. Hòa Thạc Hòa Huệ công chúa [和硕和惠公主; 1714 - 1731], con của Triệu Giai thị, được Ung Chính Đế nhận làm nghĩa nữ. Năm Ung Chính thứ 7 (1729), thành thân với Đa Nhĩ Tế Tắc Bố Đằng (多爾濟塞布騰) thuộc Bác Nhĩ Tế Cẩm thị của Mông Cổ. Có một con trai là Tang Trai Đa Nhĩ Tế (桑齋多爾濟).

## Văn hoá đại chúng
| Năm  | Tác phẩm                                      | Diễn viên                               |
| 1980 | Đại nội quần anh (大内群英)                   | Lại Thủy Thanh (赖水清)                 |
| 1988 | Mãn Thanh thập tam hoàng triều (满清十三皇朝) | Đặng Đức Quang (邓德光)                 |
| 1995 | Cửu vương đoạt vị (九王夺位)                  | La Tụng Hoa (罗颂华)                    |
| 1997 | Giang hồ kỳ hiệp truyện (江湖奇侠传)          | Chu Hạo Đông (周浩东)                   |
| 1999 | Ung Chính vương triều (雍正王朝)              | Vương Huy (王辉)                        |
| 2002 | Lý Vệ đương quan (李卫当官)                   | Vương Huy (王辉)                        |
| 2003 | Cửu ngũ chí tôn (皇太子秘史)                  | Ngải Uy (艾威)                          |
| 2004 | Lý Vệ đương quan 2 (李卫当官 2)               | Vương Huy (王辉)                        |
| 2011 | Cung tỏa tâm ngọc                             | Điền Chấn Uy (马文龙)                   |
| 2011 | Bộ bộ kinh tâm                                | Viên Hoằng                              |
| 2013 | Cung tỏa trầm hương (宫锁沉香)                | Phương Diêu Tử Ý (thiếu niên) Trần Hiểu |
| 2013 | Ngã vị cung cuồng (我为宫狂)                  | Ngô Vũ Hoa (吴雨桦)                     |
| 2019 | Mộng Hồi Đại Thanh (梦回大清)                 | Vương An Vũ (王安宇)                    |